# 庫克斯州
庫克斯州是阿爾巴尼亞东北部的一个州份。面积为2,374平方公里，人口数量为74,388（2021年）。州府为库克斯。该州下分为3个市镇：哈斯、库克斯和特羅波亞。这些市镇再下分为290个城镇和村庄。

## 图集

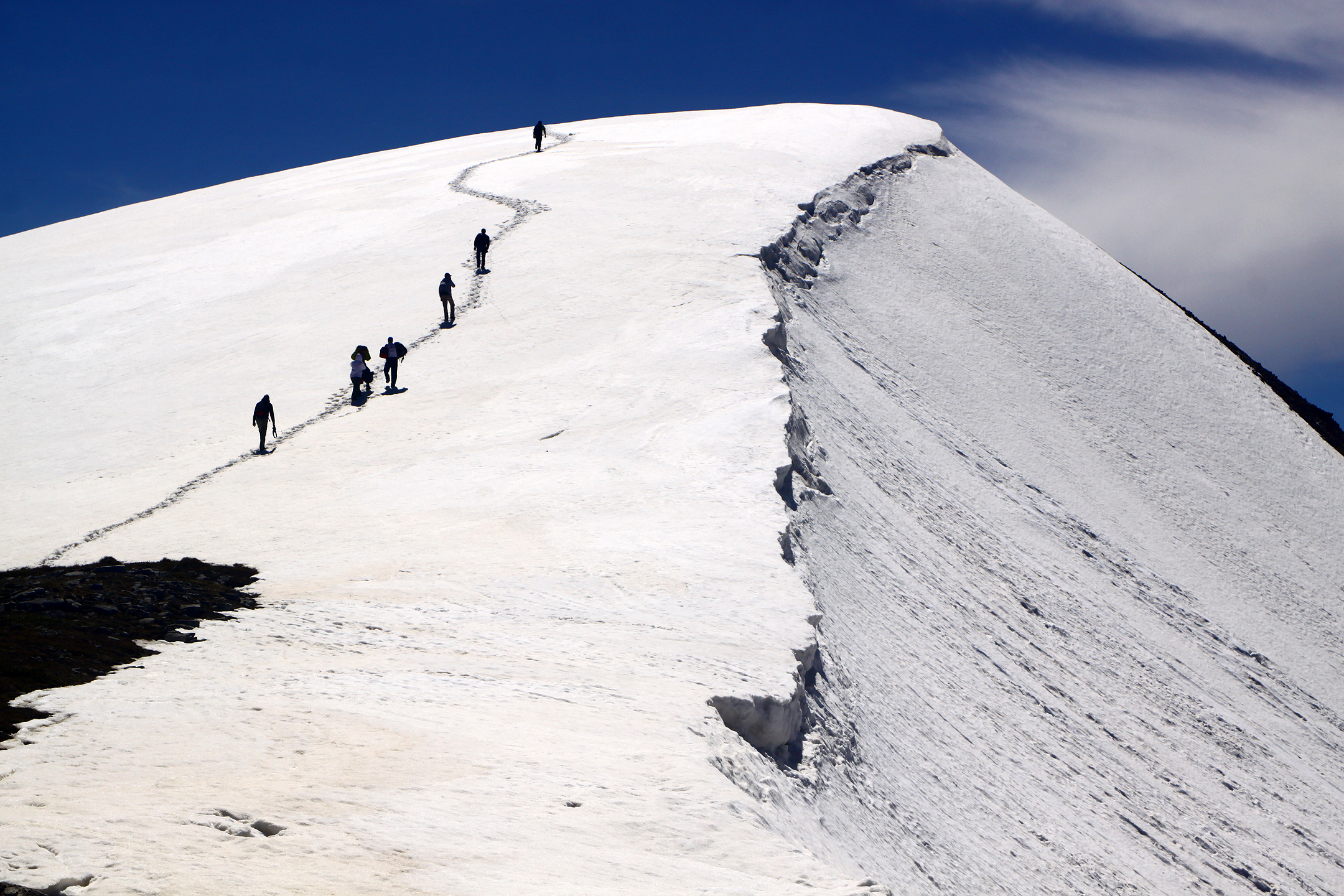
科里特尼克山
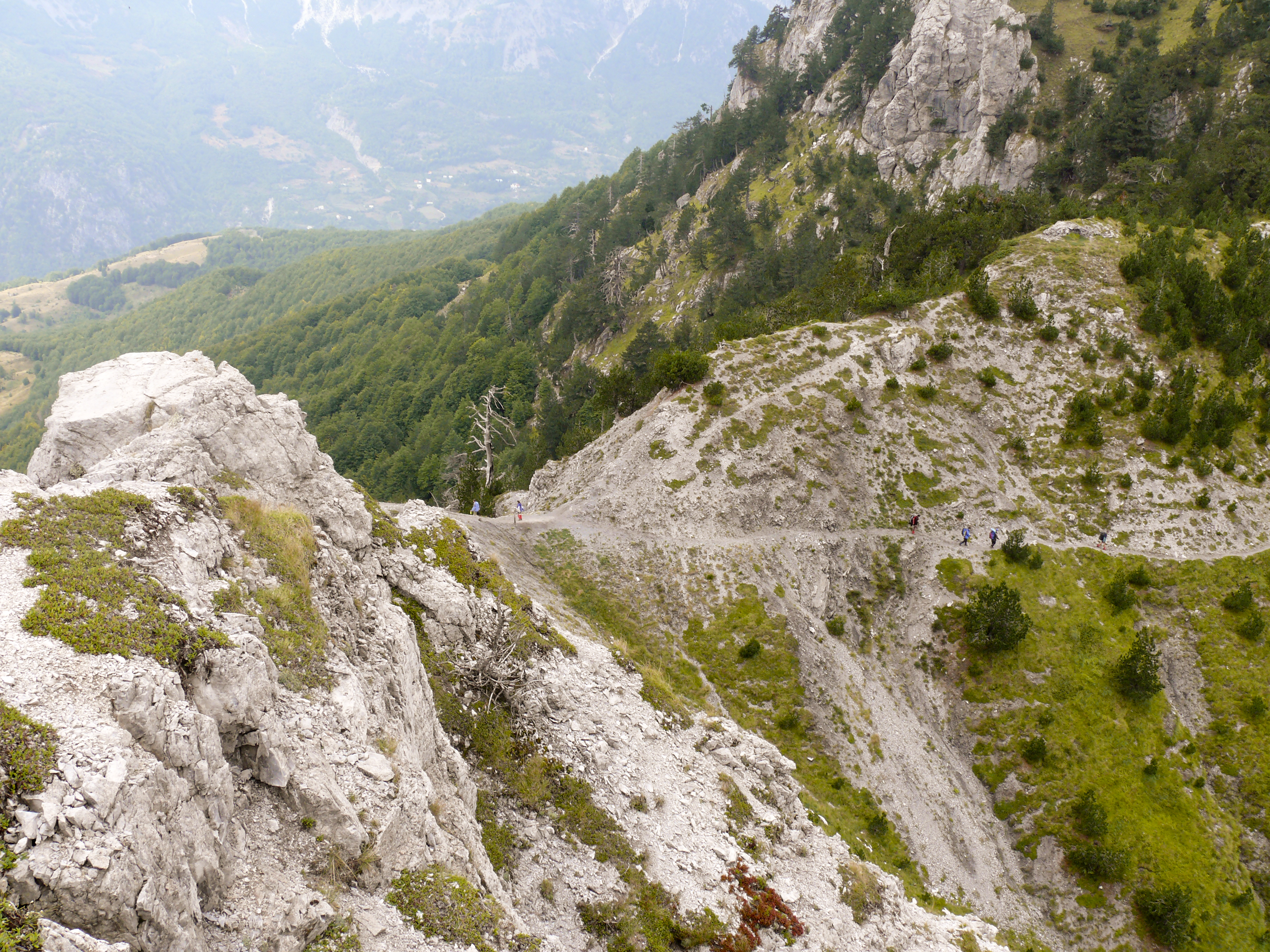
Valbona Pass（英语：Valbona Pass）
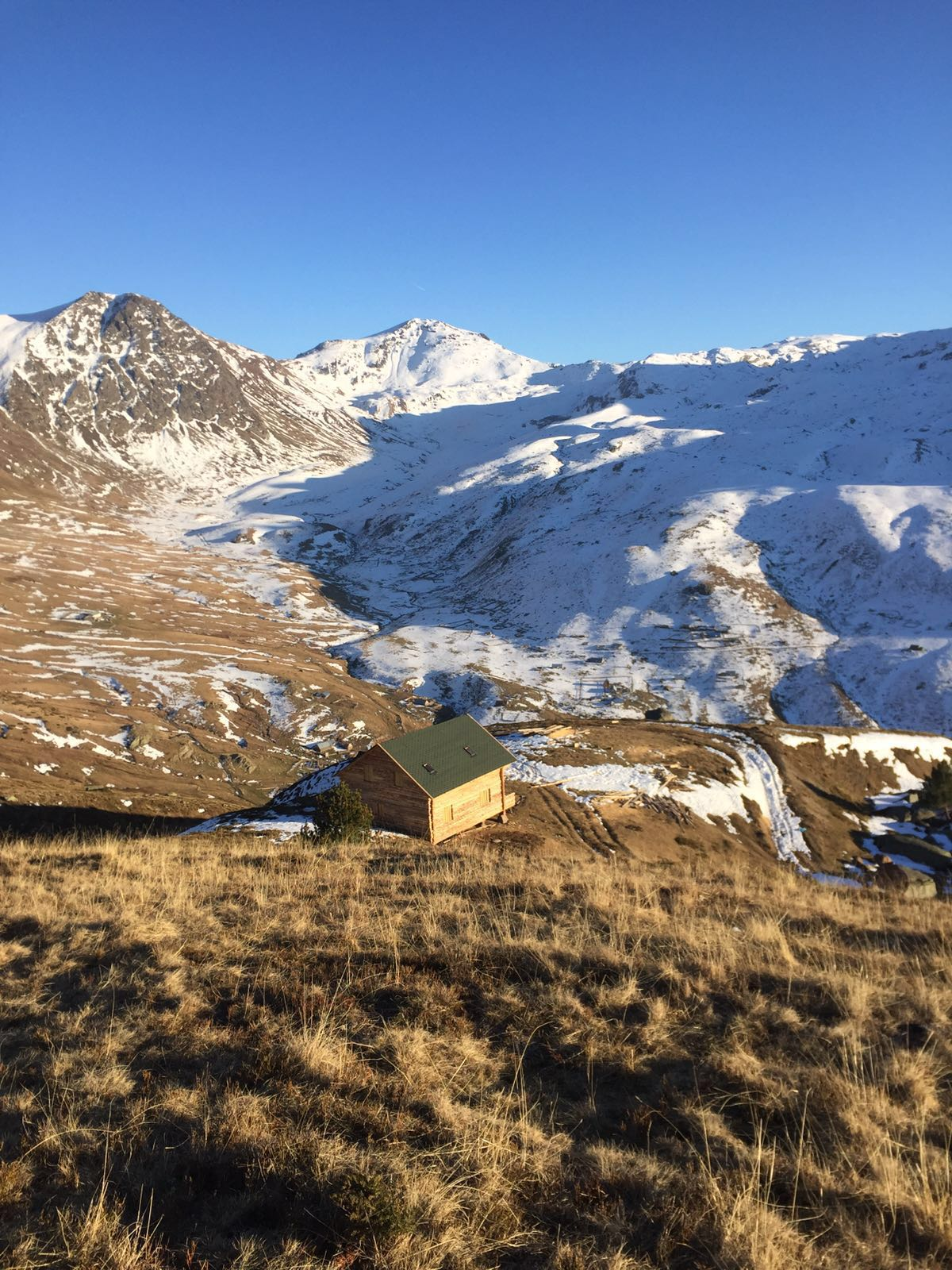
Source of Gashi（英语：Gashi (river)）
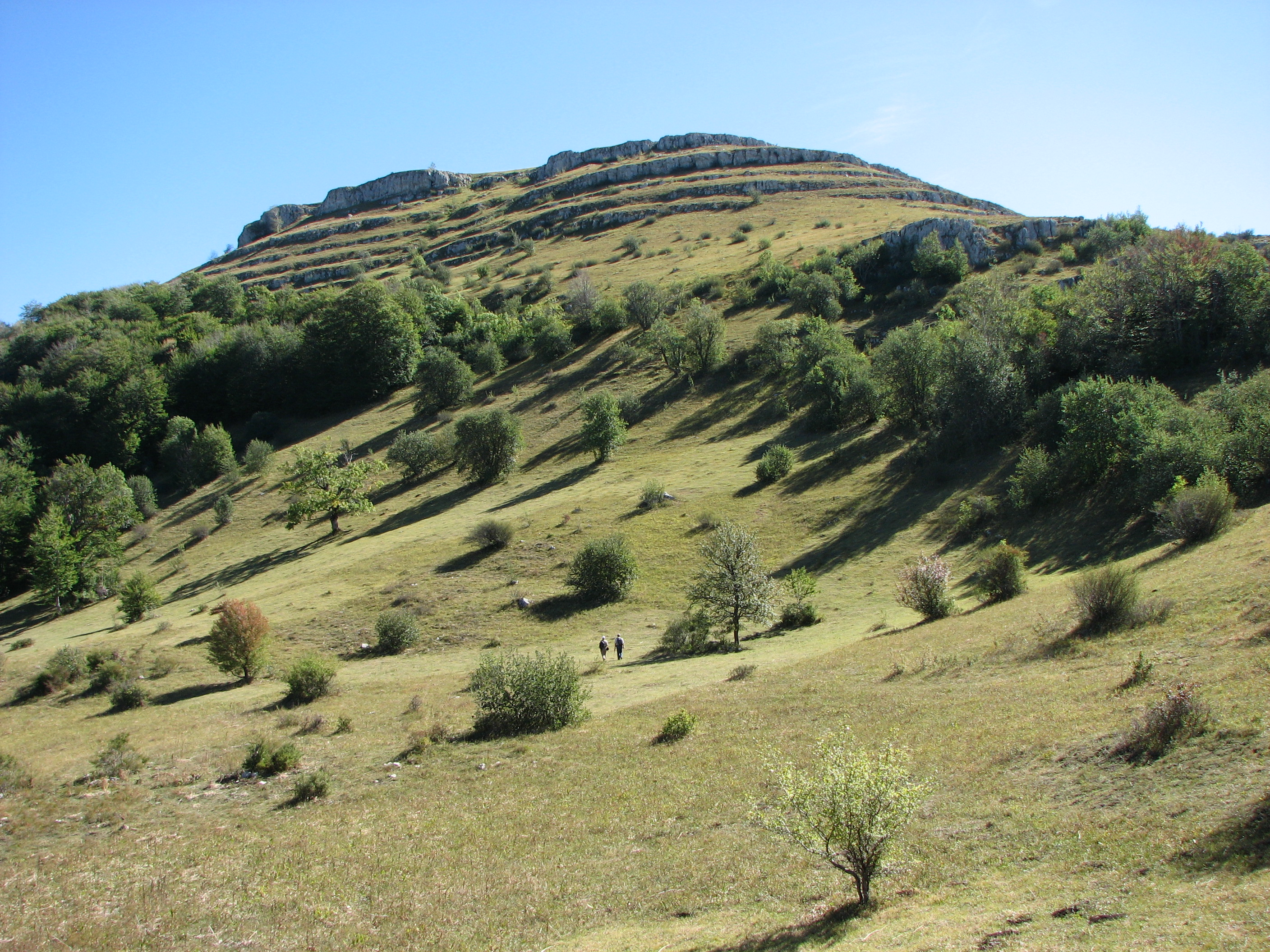
Pashtrik（英语：Pashtrik）
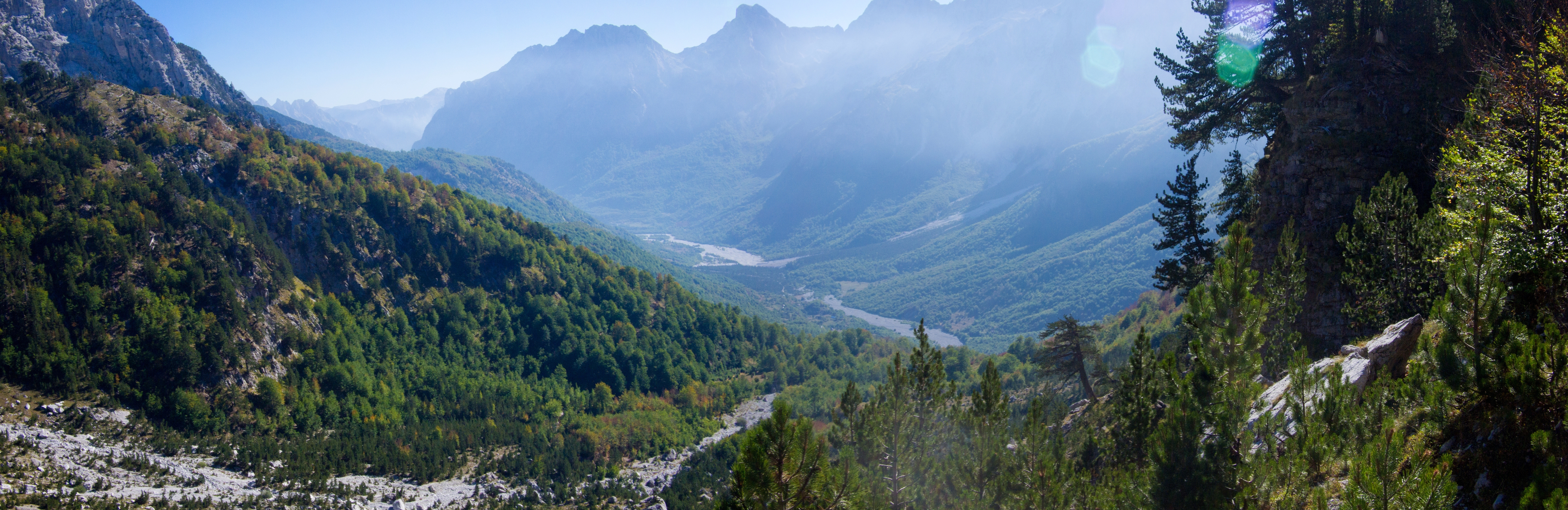
瓦爾博納谷國家公園
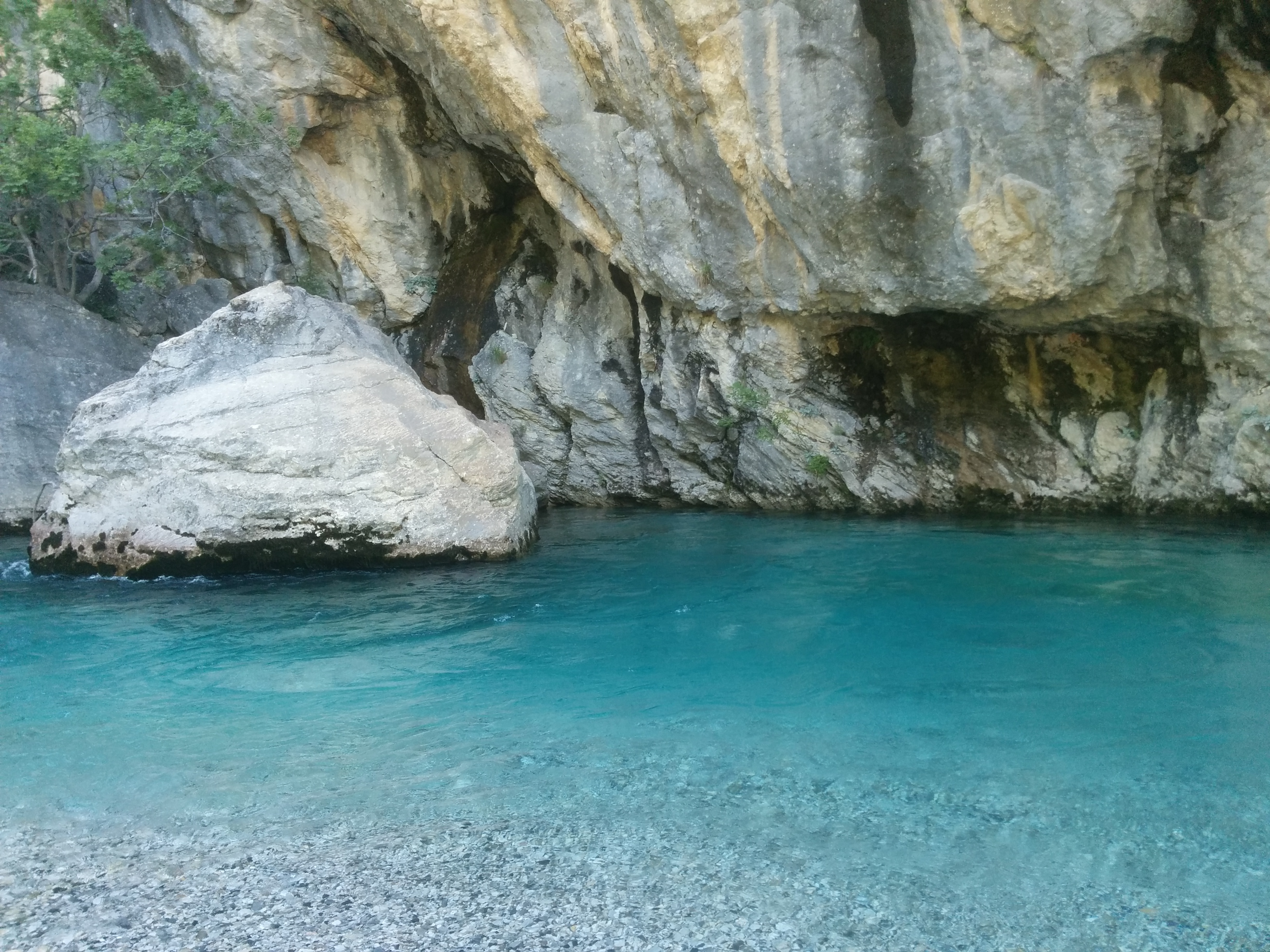
瓦爾博納河